# Alena Bernášková
Alena Bernášková, provdaná Alena Alexová (22. května 1920 Praha – 7. října 2007 Brno), byla česká a československá spisovatelka, novinářka, politička Komunistické strany Československa a poúnorová poslankyně Národního shromáždění ČSR a Národního shromáždění ČSSR.

## Biografie
Její otec Antonín Bernášek (1883–1966) byl překladatelem a divadelním autorem. Alena Bernášková složila roku 1939 maturitu na anglickém reálném gymnáziu v Praze a začala studovat na Lékařské fakultě Univerzity Karlovy. Po uzavření českých vysokých škol v roce 1939 se zapsala na jednoroční kurz na obchodní akademii. V letech 1941–1942 působila jako učitelka v Ústavu moderních řečí. V letech 1942–1944 byla učitelkou na obchodní akademii v Karlíně. V období let 1944–1945 se angažovala na poloprofesionální úrovni coby herečka v divadle Akropolis. Před koncem války byla totálně nasazena v chemičce v Modřanech.
Po válce se začala politicky angažovat. Od roku 1945 pracovala na ministerstvu informací jako členka odboru pro kulturní styky s cizinou. V roce 1946 přešla do redakce listu Svobodné noviny a jako členka novinářských delegací se účastnila zájezdů do zahraničí. V té době (1945–1947) studovala na Filozofické fakultě Univerzity Karlovy obor angličtina a filozofie. Koncem roku 1947 nastoupila do organizace Výzva Spojených národů na pomoc dětem. V letech 1948–1951 působila v redakci listu Lidové noviny na pozici zahraničněpolitické redaktorky, přičemž od podzimu 1948 strávila půl roku na studijním pobytu v chemické továrně v Záluží na Mostecku.
Po volbách roku 1954 byla zvolena do Národního shromáždění za KSČ ve volebním obvodu Praha-město. Mandát nabyla až dodatečně v listopadu 1956 jako náhradnice poté, co rezignovala poslankyně Jarmila Glazarová. Mandát obhájila ve volbách roku 1960 (nyní již jako poslankyně Národního shromáždění ČSSR za hlavní město Praha). V parlamentu zasedala do konce funkčního období, tedy do voleb v roce 1964.
V letech 1951–1953 byla zaměstnána v nakladatelství Československý spisovatel, v letech 1953–1955 pracoval v redakci časopisu Československý voják, pak byla funkcionářkou Svazu československo-sovětského přátelství, kde vedla v letech 1955–1960 členské oddělení. V rámci své novinářské a politické práce navštívila četné země a své dojmy publikovala formou článků i knih. V roce 1964 se vdala a přesídlila do Brna. Zde v letech 1966-1969 působila jako tajemnice Svazu československo-sovětského přátelství. Pak byla na publicistkou na volné noze, přispívala do denního tisku a učila cizí jazyky. Její spolupráci využil i Československý rozhlas a filmový průmysl. Podle povídky Děti velké lásky napsala totiž filmový scénář pro film Olověný chléb, který roku 1954 natočil Jiří Sequens. Ve svém díle se orientovala na socialistický realismus. V románu Cesta otevřená (založen na zážitcích ze studijního pobytu v továrně v Záluží) například sledovala osudy zaměstnanců továrny a budování socialismu.